# Francisco Antonio García Carrasco
Francisco Antonio García Carrasco Díaz (Ceuta, 15 dicembre 1742 – Lima, 10 agosto 1813) è stato un militare spagnolo e Governatore Reale del Cile.
Le sue relazioni politiche con Juan Martinez de Rozas ed uno scandalo di contrabbando che coinvolse la fregata Scorpion distrussero quello che la sua scarsa autorità aveva fatto, obbligandolo a rassegnare le dimissioni in favore di Mateo de Toro Zambrano. Fu l'ultimo governatore a regnare prima che il movimento indipendentista cileno spazzasse lo stato.

## Gioventù
García Carrasco nacque a Ceuta, figlio del tenente dell'artiglieria Antonio García Carrasco e di Rosa Díaz. Si arruolò nell'esercito spagnolo come cadetto di fanteria il 29 settembre 1757. Salì regolarmente di grado fino a diventare tenente colonnello di fanteria e del genio il 1º luglio 1784.
Nel 1785 García Carrasco fu inviato nel Vicereame del Río de la Plata per supervisionare la costruzione delle fortificazioni di Montevideo. Nel 1796 fu trasferito a Santiago del Cile come auditor per la costruzione del Palacio de La Moneda, ed in seguito per le fortificazioni del porto di Valparaíso, di cui divenne governatore ad interim.
Il 26 febbraio 1802 fu promosso colonnello di fanteria ed ingegnere capo, ed il 29 novembre 1806 a brigadiere e direttore del corpo della Divisione delle Indie del genio dell'esercito. Il governatore Luis Muñoz de Guzmán lo incaricò di ispezionare le fortificazioni del Cile meridionale, per cui si trasferì a Concepción dove il governatore Muñoz de Guzmán morì nel febbraio del 1808.

## Governatore del Cile

### Contesto storico
All'inizio del 1808 la Capitaneria generale del Cile (una delle più piccole e povere colonie dell'Impero spagnolo) era amministrata da Luis Muñoz de Guzmán, un governatore abile, rispettato ed amato. Nel maggio del 1808 il rovesciamento di Carlo IV e Ferdinando VII, la loro sostituzione con Giuseppe Bonaparte e l'inizio della guerra d'indipendenza spagnola fecero cadere l'impero in uno stato di agitazione.
Quando Muñoz de Guzmán morì nel febbraio di quell'anno, la corona non fu in grado di nominare un nuovo governatore. Dopo una breve reggenza ad interim di Juan Rodríguez Ballesteros, e secondo le leggi di successione in vigore al tempo, la posizione fu reclamata ed assunta dal più anziano comandante militare, ovvero dal brigadiere García Carrasco. García Carrasco assunse l'incarico di Governatore Reale del Cile il 22 aprile, e ad agosto le notizie dell'invasione napoleonica della Spagna e dell'incarico dato alla Junta Suprema Central di governare l'impero in assenza del re raggiunsero la colonia. Nel frattempo Carlotta Gioacchina, sorella di Ferdinando e moglie di Giovanni VI del Portogallo, che abitava in Brasile, tentò di ottenere l'amministrazione dei domini spagnoli in America Latina. Dato che il padre ed il fratello erano prigionieri in Francia, si considerava l'erede della famiglia. Si dice che nei suoi piani si parlasse di mandare armate ad occupare Buenos Aires e l'Argentina settentrionale, per poi autonominarsi Regina di La Plata.

### Amministrazione
Il brigadiere García Carrasco si dimostrò uomo crudo ed autoritario, riuscendo in poco tempo ad assoggettare la classe dirigente creola sotto al suo potere. In Cile, come nel resto dell'America latina, si cominciava a vedere un'agitazione indipendentista minimale e concentrata soprattutto nella Cospirazione dei Tres Antonios del 1781. La maggior parte del popolo era ferventi sostenitori della corona, ma divisi in due gruppi: coloro che preferivano lo status quo ed il diritto divino di Ferdinando VII (noti come assolutisti) e coloro che avrebbero voluto come regina Carlotta Gioacchina (noti come carlottisti). Un terzo gruppo era quello composto da coloro che proponevano di sostituire le autorità spagnole con una junta locale di cittadini autorevoli che avrebbe garantito il governo in assenza del re e di una Spagna indipendente (noti come juntisti).

### Deposizione
Nel 1809 lo stesso governatore García Carrasco fu implicato in un caso di corruzione che distrusse la poca autorità che gli restava. Da questo momento iniziò a montare la pressione per le sue dimissioni. Nel giugno del 1810 arrivarono notizie da Buenos Aires, secondo cui le forze di Napoleone avevano conquistato l'Andalusia assediando Cadice, ultima resistenza spagnola all'avanzata francese. Inoltre la Junta Suprema Central, che aveva governato l'impero negli ultimi due anni, si sciolse lasciando il posto al Consiglio di Reggenza. García Carrasco, sostenitore dei carlottisti, riuscì ad ingigantire i problemi politici prendendo estreme contromisure, quali l'arresto e la deportazione a Lima senza processo di rispettabili cittadini, solo avendo sospetti sulla loro aderenza alle idee della junta. Tra gli arrestati ci furono José Antonio de Rojas, Juan Antonio Ovalle e Bernardo de Vera y Pintado.
Il movimento autonomista, ispirato dalla Rivoluzione di maggio dell'Argentina, si diffuse anche tra la classe abbiente dei creoli. Protestarono per gli arresti illegali e, confortati dalla notizia che Cadice era tutto quello rimasto di una Spagna libera, si coalizzarono per opporsi al governatore. Il brigadiere García Carrasco fu sospeso dal suo incarico ed obbligato a dare le dimissioni il 16 luglio 1810, per essere rimpiazzato dal nuovo ufficiale più anziano Mateo de Toro Zambrano, anche se un legittimo governatore (Francisco Javier de Elío) era già stato nominato dal viceré del Perù.

## Ultimi anni di vita
Dopo la sua deposizione, García Carrasco si ritiro ad una vita tranquilla in una proprietà agricola nei pressi di Santiago. Il 1º aprile 1811 l'ammutinamento di Figueroa scoppiò a Santiago. Nonostante la rivolta si rivelò subito fallimentare, e Figueroa fu arrestato e subito giustiziato, García Carrasco fu arrestato e deportato. Lasciò Valparaíso il 4 luglio giungendo a Lima, in Perù, il 27 agosto, dove morì due anni dopo, nel 1813.